# Albū ‘Azīz
Albū ‘Azīz (persiska: البو عزیز) är en ort i Iran.   Den ligger i provinsen Khuzestan, i den centrala delen av landet, 500 km sydväst om huvudstaden Teheran. Albū ‘Azīz ligger 30 meter över havet och antalet invånare är 490.
Terrängen runt Albū ‘Azīz är mycket platt. Runt Albū ‘Azīz är det ganska tätbefolkat, med 144 invånare per kvadratkilometer. Närmaste större samhälle är Ḩalāf-e Yek, 5,7 km väster om Albū ‘Azīz. Omgivningarna runt Albū ‘Azīz är i huvudsak ett öppet busklandskap.